# Деван Дубник
Деван Дубник (англ. Devan Dubnyk; 4 травня 1986, Реджайна, провінція Саскачеван) — канадський хокеїст, воротар. У Драфті НХЛ 2004 року був обраний «Ойлерс» в першому раунді під 14 номером.

## Ігрова кар'єра

### Молодіжні команди
Деван почав свою кар'єру в клубі Камлупс Блейзерс WHL. З 2001 по 2006 роки, він зіграв у 192 матчах за «Камлупс Блейзерс», пропускаючи в середньому 2,7 гола. У 2004 році він став найкращим гравцем-учнем КХЛ.

### Професійна кар'єра
Професійну кар'єру розпочав в 2006 році у клубі «Стоктон Тандер» (Хокейна ліга Східного узбережжя), тут він увійшов до команди усіх зірок сезону 2006/07 років. У сезоні 2007/08 Дабник почав виступати за фарм-клуб «Ойлерс» в Американській хокейній лізі «Спрингфілд Фалконс». Протягом трьох сезонів відіграв 128 матчів. 
У складі «Едмонтон Ойлерс» виступає з 2009/10, замінивши травмованого Миколу Хабібуліна. Більшу частину сезону був дублером воротаря Джефа Друїн-Делор’є. Сам Деван дебютував в НХЛ 28 листопада 2009 року, замінивши Друїн-Делор’є, його команда зазнала поразки 3:7 від Ванкувер Канакс. Дабник пропустив 3 голи, відбивши 24 кидка. 19 березня 2010 року, він здобув перемогу в матчі проти Детройт Ред-Вінгс, на його рахунку в цьому матчі 31 сейв. 21 березня 2010 року, Деван записав чергову перемогу 5:1 над Сан-Хосе Шаркс, зробивши 27 сейвів.
13 липня 2010 року, «Ойлерс» укладає з Деваном дворічний контракт. Сезон 2010/11 Дабник проводить повністю в НХЛ. На початку сезону він був дублером Миколи Хабібуліна, але через травму останнього та свою чудову гру, відіграв у стартовому складі 30 матчів. 7 лютого 2011 року, Дабник провів свою першу суху гру в НХЛ, відбивши 37 кидків, перемога 4:0 над Нашвілл Предаторс.
9 жовтня 2011, Деван вікривав сезон як перший номер, переграли Піттсбург Пінгвінс 2:1 у серії булітів, відбив 35 кидків у матчі.
На початку сезону 2011/12, здобув 4 перемоги у 13 матчах, взагалі в тому сезоні відіграв у складі «Едмонтон Ойлерс» 47 матчів, виперидивши Миколу Хабібуліна.
6 липня 2012 року, Деван уклав дворічний контракт на суму в 7 мільйонів доларів. У скороченому сезоні 2012/13 років, Дабник став першим номером воротарів. «Едмонтон Ойлерс» фінішував 12-м у Західній конференції і пропустив раунд плей-оф. Цей сезон для Девана, став найкращим в кар'єрі НХЛ.
У 2013 та 2014 відіграв по кілька матчів за «Аризона Койотс» та «Нашвілл Предаторс». З 2014 по 2020 захищав кольори американського клубу НХЛ «Міннесота Вайлд».
У сезоні 2020–21 Деван на початку виступав у складі Сан-Хосе Шаркс, а завершив вже у формі Колорадо Аваланч. У 2022 році виступав в АХЛ, де захищав кольори команди Шарлотт Чекерс.

## У складі збірних
Був резервним воротарем (основним був Джастін Погге) в складі молодіжної збірної Канади в 2006 році на чемпіонаті світу серед молоді у Ванкувері, став володарем золотої медалі.
Дабник також був резервним воротарем в складі національної збірної у 2010 році на чемпіонату світу з хокею, не брав участі в жодному матчі турніру.
Був серед учасників чемпіонату світу з хокею в Словаччині у 2011 році. Деван з'явився лише в одній грі збірної Канади, в матчі проти збірної Франції, відбив всі 8 кидків (вийшов наприкінці матчу).
У складі збірної Канади брав участь у чемпіонаті світу 2012 року, що проходив у Гельсінкі та Стокгольмі. Деван був запасним воротарем Кема Ворда, дебют відбувся в матчі проти команди Франції. Дабник зробив 19 севів, канадці здобули перемогу над французами 7:2. 5 днів потому, зіграв другий матч на турнірі проти збірної Казахстану, канадці перемогли 8:0, це був останній матч на турнірі, в чвертьфінальному матчі канадці програли словакам 3:4. 
Через локаут в НХЛ в 2012 році, брав участь у Кубку Шпенглера в Давосі, (Швейцарія). Разом з ним за збірну Канади грав ще один воротар з НХЛ Джонатан Берньє. Після поразки в першому матчі від «Адлер Мангейм» у овертаймі 1:2, Деван відіграв у воротах наступний матч проти господарів турніру ХК «Давос», перемогли 5:0 та забронювали матч у півфіналі. У півфінальному матчі, завдяки 25 сейвам Девана, канадці перемогли «Фрібур-Готтерон» 5:1. У фінальному матчі, Дубник ще раз протистояв ХК «Давос». Канадці в підсумку виграли фінальну гру з рахунком 7:2, на рахунку Девана 28 сейвів з 30 кидків.
Деван брав участь в складі національної збірної на чемпіонаті світу 2013 року, що проходив у Стокгольмі та Гельсінкі. На груповому турнірі відіграв у матчах проти: збірної Данії 3:1,
збірної Норвегії 7:1, збірної Білорусі 4:1 та збірної Словенії 4:3 в овертаймі.